# Фред Лесли
Фредерик Уелдън Лесли (на английски: Frederick Weldon Leslie), по-известен като Фред Лесли e американски учен и астронавт от НАСА, участник в един космически полет.

## Образование
Фред Лесли завършва колежа Irving High School, Ървинг, Тексас през 1970 г. През 1974 г. получава бакалавърска степен по инженерни науки от Университета на Тексас. През 1977 г. става магистър по метеорология и механика на флуидите в Университета на Оклахома. През 1979 г. защитава докторат по същата специалност и по философия в същото висше учебно заведение.

## Служба в НАСА
Фред Лесли започва работа в НАСА през 1980 г. Работи като учен в космическата лаборатория на Космическия център Маршал, Алабама. Избран е за астронавт от НАСА на 20 юни 1994 година, Астронавтска група USML-2. Участник в един космически полет. Напуска НАСА през ноември 1995 г.

## Полети
| Космически полет на Фред Уелдън Лесли                            | Космически полет на Фред Уелдън Лесли | Космически полет на Фред Уелдън Лесли | Космически полет на Фред Уелдън Лесли | Космически полет на Фред Уелдън Лесли | Космически полет на Фред Уелдън Лесли | Космически полет на Фред Уелдън Лесли |
| №                                                                | Дата                                  | КК                                    | Емблема на мисията                    | Функции                               | Продължителност                       |                                       |
| ---------------------------------------------------------------- | ------------------------------------- | ------------------------------------- | ------------------------------------- | ------------------------------------- | ------------------------------------- | ------------------------------------- |
| 1                                                                | 25 юни 1992                           | „Колумбия“, мисия STS-73              |                                       | Специалист по полезния товар          | 15 денонощия 21 часа 34 мин. 16 сек.  |                                       |
| Сумарно време в космоса – 15 денонощия 21 часа 34 минути 16 сек. |                                       |                                       |                                       |                                       |                                       |                                       |